# Kieler Sportvereinigung Holstein von 1900 e.V.
Kieler Sportvereinigung Holstein von 1900 e.V., vulgarmente conhecido como Holstein Kiel, é uma agremiação esportiva alemã, fundada a 7 de outubro de 1900, sediada em Quiel, Schleswig-Holstein. 

Durante as décadas de 1910 e 1920 o clube era dominante no norte da Alemanha, tendo vencido seis títulos regionais e terminando como vice-campeão outras seis vezes. O Holstein também fez aparições regulares nos play-offs nacionais, terminando como vice-campeão, em 1910, antes de conquistar seu título, em 1912. O clube permaneceu na primeira divisão até à formação da Bundesliga em 1963.

## História
O Holstein Kiel é o produto da fusão de Kieler Fußball-Verein von 1900 e Kieler Fußball-Club Holstein. O mais antigo era o Kieler Fussball-Verein, mais tarde rebatizado 1. KfV, estabelecido a 7 de outubro de 1900 por iniciativa de membros do clube de ginástica Kieler Männerturnvereins von 1844. A agremiação não foi muito bem sucedida no futebol. Posteriormente, se concentraria no atletismo.
Já o Kieler Fußball-Club Holstein foi formado a 4 de maio de 1902 e renomeado Fußball-Verein von Holstein 1902 (FV Holstein Kiel) em 1908. O clube rapidamente se tornou competitivo e, em 1910, chegou à final do Campeonato Alemão, na qual foi derrotado por 1 a 0, na prorrogação, pelo Karlsruher FV. Em 1912, o time conquistou o campeonato com uma vitória por 2 a 1 na semifinal ao derrotar o BFC Viktoria 1889 seguido por uma vitória 1 a 0 na decisão diante dos campeões do ano anterior, Karlsruher FV. Em 1914, mudou de nome novamente quando os departamentos de hóquei e atletismo foram adicionados, tornando-se Sportverein von Holstein 1902.
Em 7 de junho de 1917, o 1. Kieler Fussball Verein von 1900 e o Sportverein von Holstein 1902, severamente enfraquecidos pela Primeira Guerra Mundial, se fundiram para formar o atual. Como é prática comum na Alemanha, a nova associação adotou a data de fundação do antigo clube, mantendo cores, logotipo e o nome Holstein de SV Holstein Kiel. 
Durante os anos 1920, a equipe fez aparições regulares nos play-offs nacionais e chegou, em 1926 à semifinal sendo eliminada pelo SpVgg Greuther Fürth por 3 a 1. Em 1930, o time voltou à final, mas capitulou por 5 a 4, diante do Hertha Berlin. No ano seguinte, a campanha foi repetida. O time foi derrotado por 2 a 0 na mesma fase pelo TSV 1860 München.
Sob o domínio do Terceiro Reich, o futebol alemão foi reorganizado em dezesseis máximas divisões. O Kiel foi inserido na Gauliga Nordmark e consistentemente ficou entre os cinco primeiros, mas não conseguiu o título da divisão. Em 1942, a Gauliga Nordmark foi desmembrada em Gauliga Hamburgo e Schleswig-Holstein Gauliga. Não mais na companhia de  Hamburgo e outras equipes fortes da cidade, o Kiel imediatamente conquistou o título da nova divisão e o defendeu nas duas temporadas seguintes até o fim da Segunda Guerra Mundial. Os títulos lhe deram oportunidade de disputar o play-off nacional. A melhor campanha ocorreu, em 1943, quando o time avançou até a semifinal ao ser eliminado pelo futuro campeão Dresdner SC. A equipe ficou em terceiro lugar ao derrotar o FC Vienna Wien. No ano seguinte, o Kiel foi eliminado logo de saída.

## Do pós-guerra em diante

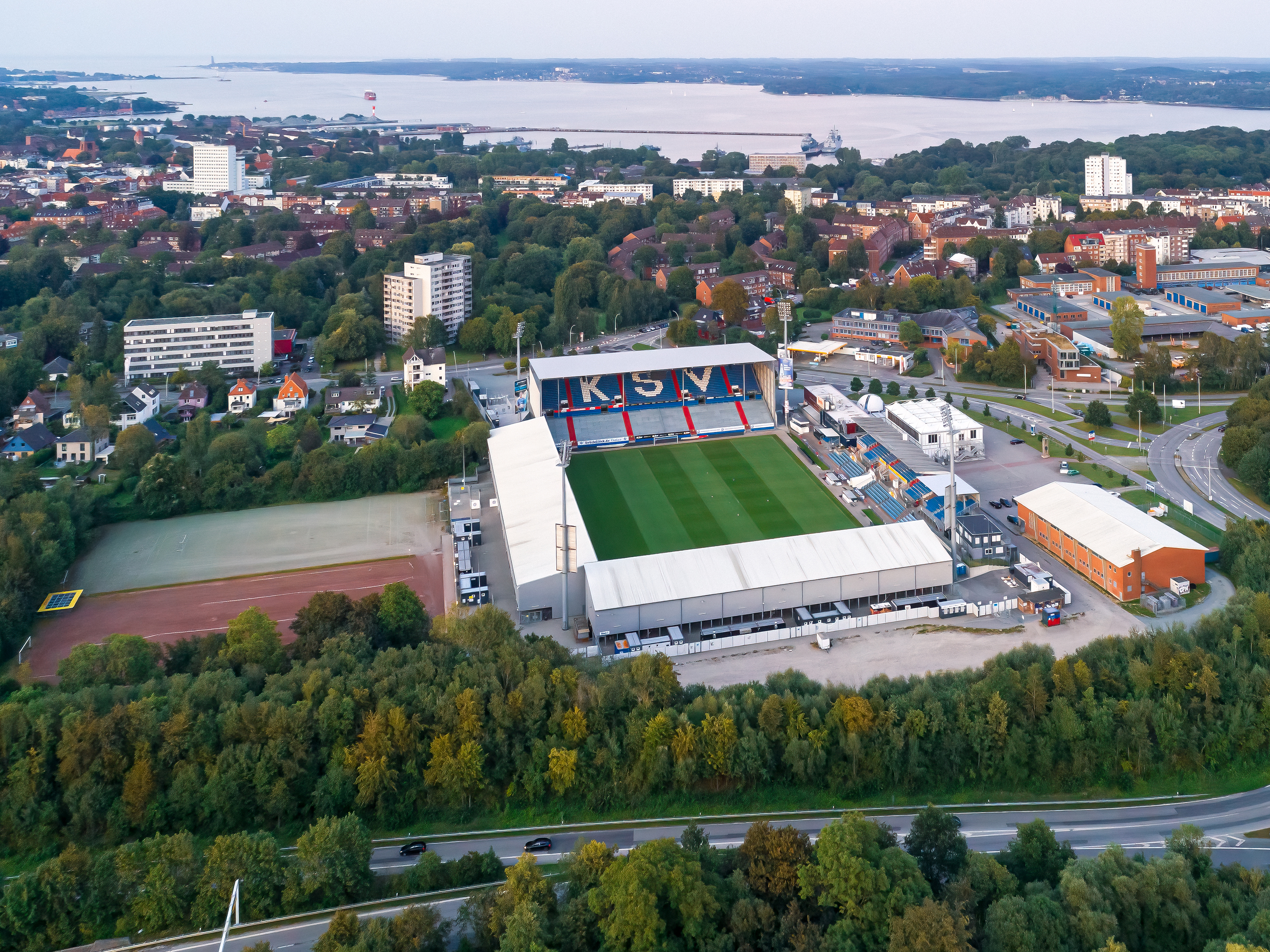
Estádio Holstein-Stadion (2019)

Desde o final da guerra, o Kiel tem sido essencialmente um time de segunda ou terceira divisão. Após o conflito, o futebol na parte ocidental foi reorganizado em cinco divisões regionais. O Holstein Kiel atuou de 1947 a 1963 na Oberliga Nord (I), terminando duas vezes como vice-campeão, em 1953 e 1957. Em 1961, a equipe reserva ganhou o campeonato amador alemão. 
Após a formação da Bundesliga, em 1963, o time foi inserido na segunda divisão, atuando na chave conhecida como Regionalliga Nord. O Kiel falhou na sua tentativa de avançar à divisão máxima. O futebol alemão viria a ser reestruturado, em 1974, com a formação de uma nova divisão conhecida como 2. Bundesliga, a nova segunda divisão. A equipe então caiu para a terceira divisão, a Amateuroberliga Nord (III). O Holstein Kiel conquistou o acesso à segunda divisão, em 1978, fazendo parte desta até 1981, quando foi rebaixado.
Com a reunificação da Alemanha, em 1990, as equipes da antiga Alemanha Oriental passaram a fazer parte da competição nacional. O futebol alemão foi novamente reorganizado, em 1994, e o Holstein Kiel foi qualificado para a Regionalliga Nord (III). Em 1996, o time foi rebaixado pela primeira vez à Oberliga Hamburgo/Schleswig-Holstein (IV), mas voltou à Regionalliga Nord (III), em 1998. Um novo descenso ocorreria novamente a partir de uma nova reestruturação da Regionalliga, que passou de quatro divisões a apenas duas. Mas o time logo voltaria à Regionalliga e por pouco não se qualificou à 2. Bundesliga na temporada 2005-2006. Em 2007, o time caiu para a Oberliga Nord (IV), mas conquistou duas promoções consecutivas para disputar a 3. Liga (III) em 2009.
No dia 11 de maio de 2024, o clube garantiu acesso à Bundesliga de 2024–25, após o empate em 1 a 1 contra o  Fortuna Düsseldorf jogando em casa pela penúltima rodada da 2. Bundesliga de 2023–24. Será a primeira vez que o Holstein Kiel irá disputar a primeira divisão do futebol alemão. 

## Títulos
| NACIONAIS | NACIONAIS         | NACIONAIS | NACIONAIS  |
|           | Competição        | Títulos   | Temporadas |
| --------- | ----------------- | --------- | ---------- |
|           | Campeonato Alemão | 1         | 1912       |

Outros conquistas
- Vice-campeão alemão (I): 1910, 1930;
- Campeão regional do norte alemão (I): 1910, 1911, 1912, 1926, 1927, 1930;
- Vice-campeão regional do norte alemão (I): 1914, 1922, 1923, 1928, 1929, 1931, 1932;
- Campeão da Gauliga Schleswig-Holstein (I): 1943, 1944;
- Vice-campeão da Oberliga Nord (I): 1953, 1957;
- Campeão da Regionalliga Nord (II): 1965;
- Campeão da Oberliga Hamburg/Schleswig-Holstein (IV): 1998, 2001;
- Campeão da Oberliga Nord (IV): 2008;
- Campeão da Regionalliga Nord (IV): 2009;

### Time reserva
- Campeão alemão amador: 1961;
- Campeão da Schleswig-Holstein-Liga (II): 1961;
- Campeão da Schleswig-Holstein-Liga (IV): 1994;
- Campeão da Schleswig-Holstein-Liga (V): 2002, 2008, 2009;

## Cronologia recente
| Temporada | Divisão                                  | Posição         |
| 2000–01   | Oberliga Hamburg/Schleswig-Holstein (IV) | 1ª (promovido)  |
| 2001–02   | Regionalliga Nord (III)                  | 13ª             |
| 2002–03   | Regionalliga Nord (III)                  | 13ª             |
| 2003–04   | Regionalliga Nord (III)                  | 12ª             |
| 2004–05   | Regionalliga Nord (III)                  | 10ª             |
| 2005–06   | Regionalliga Nord (III)                  | 4ª              |
| 2006–07   | Regionalliga Nord (III)                  | 15ª (rebaixado) |
| 2007–08   | Oberliga Nord (IV)                       | 1ª (promovido)  |
| 2008–09   | Regionalliga Nord (IV)                   | 1ª (promovido)  |
| 2009–10   | 3ª Liga (III)                            | 19ª (rebaixado) |
| 2010–11   | Regionalliga Nord (IV)                   | 6ª              |
| 2011–12   | Regionalliga Nord (IV)                   | 2ª              |
| 2012-13   | Regionalliga Nord (IV)                   | 1ª (promovido)  |
| 2013-14   | 3. Liga (III)                            | 16ª             |
| 2014-15   | 3. Liga (III)                            | 3ª              |
| 2015-16   | 3. Liga (III)                            | 14ª             |
| 2016-17   | 3. Liga (III)                            | 2ª (promovido)  |
| 2017-18   | 2. Bundesliga (II)                       | 3ª              |
| 2018-19   | 2. Bundesliga (II)                       | 6ª              |
| 2019-20   | 2. Bundesliga (II)                       | 11ª             |

### Participações em Ligas
Desde 1947
- 1947–63 Oberliga Nord (I)
- 1963–74 Regionalliga Nord (II)
- 1974–78 Amateuroberliga Nord/Oberliga Nord (III)
- 1978–81 2. Bundesliga Nord (II)
- 1981–94 Amateuroberliga Nord/Oberliga Nord (III)
- 1994–96 Regionalliga Nord (III)
- 1996–98 Oberliga Hamburg/Schleswig-Holstein (IV)
- 1998–00 Regionalliga Nord (III)
- 2000–01 Oberliga Hamburg/Schleswig-Holstein (IV)
- 2001–07 Regionalliga Nord (III)
- 2007–08 Oberliga Nord (IV)
- 2008–09 Regionalliga Nord (IV)
- 2009–10 3. Liga (III)
- 2010-13 Regionalliga Nord (IV)
- 2013-17 3. Liga (III)
- 2017-24 2. Bundesliga (II)
- 2024- (Atualmente) Bundesliga (I)

## Elenco
Atualizado em 04 de agosto de 2025.
Legenda
- : Capitão